# Sicules (Sicile)
Pour les articles homonymes, voir Sicule.
Les Sicules (en latin Siculi) ou Sikèles (en grec ancien οἱ Σικελοί / hoi Sikeloí) sont un ancien peuple de la Sicile auquel l'île doit notamment son nom. Probablement d'origine indo-européenne, les Sicules vivaient sur l'île conjointement aux Sicanes et aux Élymes, bien qu'ils s'y soient installés après eux.

## Sources anciennes sur les Sicules
La mention la plus ancienne des Sikèles remonte à l'Odyssée : à Ithaque, une vieille Sicule s'occupe du père d'Ulysse. Les Sicules entrent réellement dans l'histoire au Ve siècle avant notre ère avec Hérodote, qui mentionne qu'au moment de la défaite grecque contre les Mèdes « les Zancléens de Sicile invitèrent les Ioniens à se rendre à Calacté, où ils avaient dessein de bâtir une ville ionienne. Ce lieu appartient aux Sicules, et se trouve dans la partie de la Sicile qui regarde la Tyrrhénie. » Des habitants de Samos se rendent à cette invitation. À la même époque, Denys le Phocéen rejoint la Sicile où il vit de piratage. L'historien Thucydide relate ainsi leur origine : 
« Des Sicules, primitivement installés en Italie, passèrent en Sicile pour fuir les Opiques. On dit, non sans vraisemblance, qu’ils franchirent le détroit sur des radeaux, en profitant d'un vent favorable. Peut-être employèrent-ils un autre moyen. Aujourd'hui encore, il se trouve en Italie des Sicules. Ce pays a pris son nom d'un roi Sicule, nommé Italos. Arrivés en Sicile avec des forces considérables, ils bataillèrent contre les Sicanes, les défirent et les repoussèrent vers le sud et l'ouest de l'île. Celle-ci changeant de nom cessa de s'appeler Sikanie et devint la Sicile. Ils en occupèrent les parties les plus fertiles ; leur arrivée eut lieu environ 300 ans avant la venue des Grecs. Actuellement encore, ils habitent le centre et le nord de l'île. Des Phéniciens avaient également créé des établissements sur tout le pourtour de la Sicile ; ils s'étaient emparés des hauteurs dominant la mer et des îles voisines de la côte, pour faciliter leur commerce avec les Sicules. Mais après l'arrivée en nombre des Grecs en Sicile, ils évacuèrent la plupart de ces établissements et se concentrèrent à Motyè, à Soloïs et à Panormos, au voisinage des Elymes. Ainsi ils pouvaient s'appuyer sur l'alliance des Elymes et ils se trouvaient au point de la Sicile le plus rapproché de Carthage. »
Thucydide date donc l'arrivée des Sicules en Sicile au début du XIe siècle avant notre ère, alors que pour d'autres, comme Hellanicos et Philistos de Syracuse, cette migration remonte à près de deux siècles plus tôt. Par ailleurs, Thucydide attribue une origine ibérique aux Sicanes, et troyenne aux Élymes. Lors de l'expédition de Sicile menée par Athènes en -415, les Sicules se rangent aux côtés d'Athènes.

Les Sicules sont mentionnés par Théophraste sur le continent, à Thourioï, en pays sybarite, dans l'actuelle Basilicate, dans l'aire de développement de la culture de Villanova : ils étaient donc culturellement proches des peuples falisque et latin et parlaient probablement une langue italique. À ce titre, Thucydide mentionne que « Le nom primitif de Zanklè lui avait été donné par les Sicules, parce que l'emplacement de la ville a la forme d'une faux et que le nom de la faux en parler sicule est zanklon. » Pline l'Ancien le mentionne comme peuple ayant occupé le Latium : 
« les habitants [du Latium] ont souvent changé : il a été occupé, à des époques successives, par les Aborigènes, par les Pélasges, par les Arcadiens, par les Sicules, par les Aurunques, les Rutules, et au-delà de Circei par les Volsques, les Osques, les Ausones, ce qui a fait étendre le nom de Latium jusqu'au fleuve du Liris. »
— Pline, Histoire naturelle, III.
 Selon le même auteur, ils ont également été présent dans le sud de l'Italie : 
« Au Silare commence la troisième région, Lucanie et Brutium ; là aussi les changements de population n'ont pas été rares. Ces contrées ont été occupées par les Pélasges, les Œnotriens, les Italiens, les Morgètes, les Sicules, les Grecs surtout, et en dernier lieu par les Lucaniens, issus des Samnites et conduits par Lucius. »
 Il leur attribue la fondation de Numana et d'Ancône et explique leur migration vers le sud : 
« À Ancône commence la côte dite côte de la Gallia Togata. Les Sicules et les Libumes ont habité une grande partie de cette contrée, particulièrement les districts de Palma, de Praetutia et d'Adria. Ils furent chassés par les Ombriens, ceux-ci par les Étrusques, les Étrusques par les Gaulois. »
Dans la moitié orientale de l'île, les Sicules se mêlent aux peuples autochtones. Au nord et au centre de cette zone (comme sur l'emplacement de la future colonie grecque de Léontinoi, assimilé par Pierre Lévêque à la cité de Xouthia, fondée par Xouthos, descendant de Liparos), la civilisation est proche de celle des Apennins, alors que la civilisation sicule du sud-est, dite de Pantalica, est plus marquée par les populations locales plus anciennes et les influences de la Méditerranée orientale (d'abord mycéniennes, entre 1250 et 1000, puis phéniciennes de 1000 à 850, et grecques entre 850 et 730).
Le féminin de Siculus est, en latin, Sicelis, -idis, se déclinant comme en grec alors qu'on s'attendrait à un classique Sicula, -ae[citation nécessaire].
Au XIXe siècle on a aussi rattaché leur langue aux langues paléo-balkaniques.

## Sites archéologiques sicules
- Castiglione di Ragusa
- Palikè
- Longane

## Hypothèse d'une origine sicule de l'un des «Peuples de la Mer»
Un rapprochement entre les Shekelesh et les Sicules a été fait par l'égyptologue et philologue français Emmanuel de Rougé en 1867, dans un Mémoire sur les attaques dirigées contre l'Égypte par les Peuples de la Méditerranée, vers le XIVe siècle avant notre ère dont des extraits furent publiés dans la revue archéologique de 1867. Selon lui, il faudrait rattacher ce peuple de la mer aux Sicules de Sicile. Il cite à l'appui de sa thèse l'érudit allemand Karl Otfried Müller qui avait discuté de passages de l'Odyssée caractérisant les Sicules comme se livrant au commerce d'esclaves. Cette hypothèse n'a pas recueilli de consensus et est rejetée par Alan Gardiner. 
Par ailleurs, une autre tribu des Balkans (Monténégro) portait le nom de Siculotes (Siculotae).